# セルヒイ・マフノ
セルヒイ・マフノ（1981年5月21日生まれ）は、ウクライナの建築家、デザイナー、アーティストです。 MAKHNO Studioの創設者です。
彼のデザインは、ミラノのサローネ・デル・モービレ、パリ・デザインウィーク、ダッチデザインウィーク、シンガポールのギャラリー5、京都のギャラリーG-77、ニューヨークのレ・アトリエ・クルベ・ギャラリーで展示されています。
セルヒイ・マフノは、Dezeen Awards、International Architecture & Design Awards、Architecture MasterPrizeなどの審査員も務めています。

## 幼少期と教育
セルヒイ・マフノは1981年5月21日、キーウの労働者の家庭に生まれました。彼には2人の弟がいます。キーウ建築工科大学で建築環境デザインの学位を取得しました。

## キャリア
2003年に卒業後、セルヒイ・マフノは、建築、インテリアデザイン、プロダクトデザインを手がける多分野の会社、MAKHNO Studioを設立しました。

### 建築とデザイン
スタジオは、ウクライナの本物らしさ、現代アート、自然、そして未来主義を組み合わせたスタイルで活動しています。
スタジオの主な原則の一つは、伝統的な工芸と技術を新しいコンテキストで使用し、古典的な要素を現代的なアイデアと組み合わせることです。
この間、MAKHNO Studioは、The Architecture MasterPrize、IIDA Awards、Restaurant & Bar Design Awards、SBID Awardsなどの世界的な建築賞を受賞しました。特に、SHKRUBプロジェクトは2020年と2021年に複数の権威ある建築賞を同時に受賞しました。

### アート
建築とデザインスタジオと並行して、セラミック工房も運営しています。 さまざまなメディアを通じて、マフノの作品は日本のわびさびの美学と哲学を体現しています。
セルヒイ・マフノと彼のチームは、家具、照明、タイル、そして装飾品を制作しています。2017年には、彼のセラミックタイルが国際的なRed Dot Design Awardを受賞し、2024年には「生きた」粘土で作られた革新的なブロックで再び受賞しました。また、2021年には、KHMARAセラミックランプがBig See Interior Design Awardsでグランプリを受賞し、Interior Design Magazine Awardsでも受賞しました。
2017年には、パリ・デザインウィークで「Transformation. Silence」プロジェクトを発表し、同年にはオランダのエイントホーフェンで開催されたダッチデザインウィークにも出展しました。2019年1月には、ウクライナの共同スタンド「Ukrsavana」プロジェクトの一環として、Maison&Objetに参加しました。
2019年には、セルヒイと彼のスタジオが、iSaloni.Salone del Mobile.Milanoの100メートルのブースで「Inside. Out」プロジェクトを発表しました。セラミック家具とランプの構成は、ArchDailyによると展示会の主要なトレンドの一つとされました。
2020年には、ウクライナの新しいアートの波を起こすためにMAKHNO Art Foundationが設立されました。
2022年には、彼の最初のNFTコレクション「META DIDO」を発表しました。デジタルトークンは、2019年に「Dido」として作成・発表されたセラミック動物彫刻シリーズを再想像したものです。
2023年11月には、ZEMLYAの手作りセラミック家具と装飾品のコレクションが、アメリカニューヨークのLes Ateliers Courbetで展示されました。
2024年には、スタジオのアートオブジェが、ワーナー・ブラザース・ディスカバリー・グローバル・コンシューマー・プロダクツ、DC、リレバンス・インターナショナルのブランド体験＆パートナーシップによる没入型演劇ショー「Wayne Enterprises Experience」に展示されました。これはバットマンフランチャイズの35周年を記念するもので、再現されたブルース・ウェインの邸宅には、特別にこのイベントのために制作されたスタジオのアイテムが展示されました。

### 展示会
2017年 – フランス、パリのパリ・デザインウィーク
2017年 – オランダ、エイントホーフェンのダッチデザインウィーク
2019年 – フランス、パリのメゾン＆オブジェ
2019年 – イタリア、ミラノのサローネ・デル・モービレ
2021年 – UAE、ドバイのExpo 2020 Dubai
2023年 – 日本、京都のギャラリーG-77
2023年 – アメリカ、ニューヨークのLes Ateliers Courbet
2024年 – シンガポールのGalerie 5、国際光の日
2024年 – アメリカ、ニューヨークのWayne Enterprises Experience